# San Giorgio a Cremano
San Giorgio a Cremano és un municipi italià, situat a la regió de Campània i a la s. L'any 2001 tenia 52.807 habitants. Forma part de la Ciutat metropolitana de Nàpols.
És un centre d'indústria alimentària, electrotècnica, paperera i mobiliària.

## Fills il·lustres
- Francesco Santoliquido (1883-1971) compositor
- Massimo Troisi (1953-1994) actor